# Alfons Radomski
Alfons Radomski ps. „Wacek” (ur. 30 września 1896 w Poznaniu, zm. wiosną 1940 w Charkowie) – porucznik piechoty rezerwy Wojska Polskiego, działacz niepodległościowy, ofiara zbrodni katyńskiej.

## Życiorys
Syn Wacława i Stanisławy z Lewandowskich urodzony 30 września 1896 w Poznaniu. Był podoficerem w armii niemieckiej. Działał w Polskiej Organizacji Wojskowej Zaboru Pruskiego i wziął udział w powstaniu wielkopolskim.
26 października 1919 awansowany na podporucznika żandarmerii, powołany do służby czynnej na czas mobilizacji i przydzielony z dniem 27 października 1919 do Dowództwa Oddziału Żandarmerii Polowej przy Dowództwie Głównym Wojsk Polskich byłego zaboru pruskiego. 1 czerwca 1921, w stopniu porucznika, pełnił służbę w 2 Dywizjonie Żandarmerii Polowej Etapowej, a jego oddziałem macierzystym był 7 Dywizjon Żandarmerii Wojskowej. Później został przeniesiony do rezerwy. W 1922 posiadał przydział w rezerwie do 7 Dywizjonu Żandarmerii w Poznaniu. W 1923 został przeniesiony w rezerwie do 56 Pułk Piechoty w Krotoszynie. 8 stycznia 1924 został zatwierdzony w stopniu porucznika ze starszeństwem z 1 czerwca 1919 i 5329. lokatą w korpusie oficerów rezerwy piechoty. W 1934 jako oficer rezerwy pozostawał w ewidencji Powiatowej Komendy Rejonu Uzupełnień Poznań Miasto. Pracował w Kasie Chorych w Poznaniu, w charakterze urzędnika. Działał w Związku Peowiaków.
W czasie kampanii wrześniowej 1939 dostał się do niewoli sowieckiej i przebywał w obozie w Starobielsku. Wiosną 1940 został zamordowany przez funkcjonariuszy NKWD w Charkowie i pogrzebany w bezimiennej, zbiorowej mogile w Piatichatkach, gdzie od 17 czerwca 2000 mieści się oficjalnie Cmentarz Ofiar Totalitaryzmu w Charkowie. Figuruje na Liście Starobielskiej NKWD pod poz. 2870.   
30 lipca 1922 ożenił się z Apolonią Kłosowską (ur. 1 kwietnia 1899 w Bielsku), z którą miał dwóch synów: Janusza Czesława (ur. 20 lipca 1923) i Włodzimierza (ur. 26 lutego 1930).
5 października 2007 minister obrony narodowej Aleksander Szczygło – decyzją nr 439/MON – mianował go pośmiertnie na stopień kapitana. Awans został ogłoszony 9 listopada 2007 w Warszawie, w trakcie uroczystości „Katyń Pamiętamy – Uczcijmy Pamięć Bohaterów”.

## Ordery i odznaczenia
- Krzyż Niepodległości – 20 lipca 1932 „za pracę w dziele odzyskania niepodległości”[1][20]
- Krzyż Walecznych[21][3]